# Theodor Kleine
Theodor „Theo” Kleine (ur. 4 września 1924 w Lünen, zm. 12 lutego 2014 tamże) – niemiecki kajakarz, wicemistrz olimpijski, dwukrotny mistrz świata i Europy. Podczas swojej kariery reprezentował Republikę Federalną Niemiec.

## Kariera sportowa
Startując w parze z Ernstem Steinhauerem zdobył brązowy medal w wyścigu kajaków dwójek (K-2) na 10 000 metrów oraz zajął 5. miejsce w konkurencji kajaków czwórek (K-4) na 10 000 metrów na mistrzostwach świata w 1954 w Mâcon.
Startując we wspólnej reprezentacji Niemiec zdobył srebrny medal w wyścigu kajaków dwójek (K-2) na 10 000 metrów na igrzyskach olimpijskich w 1956 w Melbourne. Jego partnerem był Fritz Briel. Osada niemiecka przegrała jedynie z László Fábiánem i Jánosem Urányim z Węgier, a wyprzedziła Dennisa Greena i Waltera Browna z Australii. Jako reprezentant RFN Kleine zdobył złoty medal w konkurencji K-4 na dystansie 10 000 metrów na mistrzostwach Europy w 1957 w Gandawie (wraz z nim w osadzie RFN płynęli: Michel Scheuer, Gustav Schmidt i Georg Lietz).
Zdobył złote medale w wyścigach czwórek na 1000 metrów oraz na 10 000 metrów na mistrzostwach świata w 1958 w Pradze (również razem z Scheuerem, Schmidtem i Lietzem). Zwyciężył w konkurencji K-4 na 10 000 metrów i zdobył srebrny medal w wyścigu K-4 na 1000 metrów na mistrzostwach Europy w 1959 w Duisburgu (o obu konkurencjach razem z Scheuerem, Lietzem i Heinzem Hellem.
Był mistrzem RFN w wyścigu sztafetowym jedynek K-1 4 × 500 metrów w latach 1955–1959 i w wyścigu dwójek na 500 metrów w 1955 i 1956, wicemistrzem na tym dystansie w dwójkach w 1957 i w jedynkach w 1955 i 1956 oraz brązowym medalistą w jedynkach w 1953. Na dystansie 1000 metrów był mistrzem w dwójkach w 1948 i 1950 i w czwórkach w latach 1955–1959 oraz wicemistrzem w dwójkach w 1951 i w czwórkach w 1953, zaś na dystansie 10 000 metrów mistrzem w dwójkach w latach 1947–1951 i 1957 oraz w czwórkach w 1955 i 1959, wicemistrzem w jedynkach w 1954 i 1956 i w dwójkach w 1952 oraz brązowym medalistą w dwójkach w 1958 i w czwórkach w 1953.
Za zdobycie wicemistrzostwa olimpijskiego Kleine został udekorowany Srebrnym Liściem Laurowym.